# Hôtel Boyer de Fonscolombe
L’hôtel Boyer de Fonscolombe, dit aussi hôtel de Saporta ou hôtel de Vitrolles, est un hôtel particulier situé 21 rue Gaston-de-Saporta à Aix-en-Provence, dans le département des Bouches-du-Rhône.

## Histoire
L'hôtel est construit vers 1650 pour Charles de Grimaldi, marquis de Régusse, président de chambre au Parlement. Il est vendu en 1724 aux Forbin, seigneurs de La Barben. L'hôtel passe aux Boyer de Fonscomble en 1743, qui en réduisent la cour-jardin dans un partage avec l'hôtel des Thomassin de Saint-Paul. 
La façade est redessinée en 1757 par Laurent Vallon, qui lui donne un aspect simple et horizontal, par l'absence de mascarons et de pilastres, et par l'emploi d'un décor à refends et de corniches soulignées. L'arc de la porte à carrosse, surbaissé (presque horizontal), sert le même but. 
La fille unique, héritière de l'hôtel, Irène Boyer de Fonscolombe, s'est marié en 1822 avec Charles Auguste de Saporta. Leur fils aîné, Gaston de Saporta, a hérité de l'hôtel.
Ce bâtiment fait l’objet d’un classement au titre des monuments historiques depuis le 29 décembre 1989.